# Samaná (cidade)
Samaná (ortografia antiga: Xamaná) ou Santa Bárbara de Samaná  é uma cidade e município da República Dominicana e a capital da província homônima. Está localizada no litoral norte da baía de Samaná. Em 2012 tinha 108 179 habitantes.

## Fontes

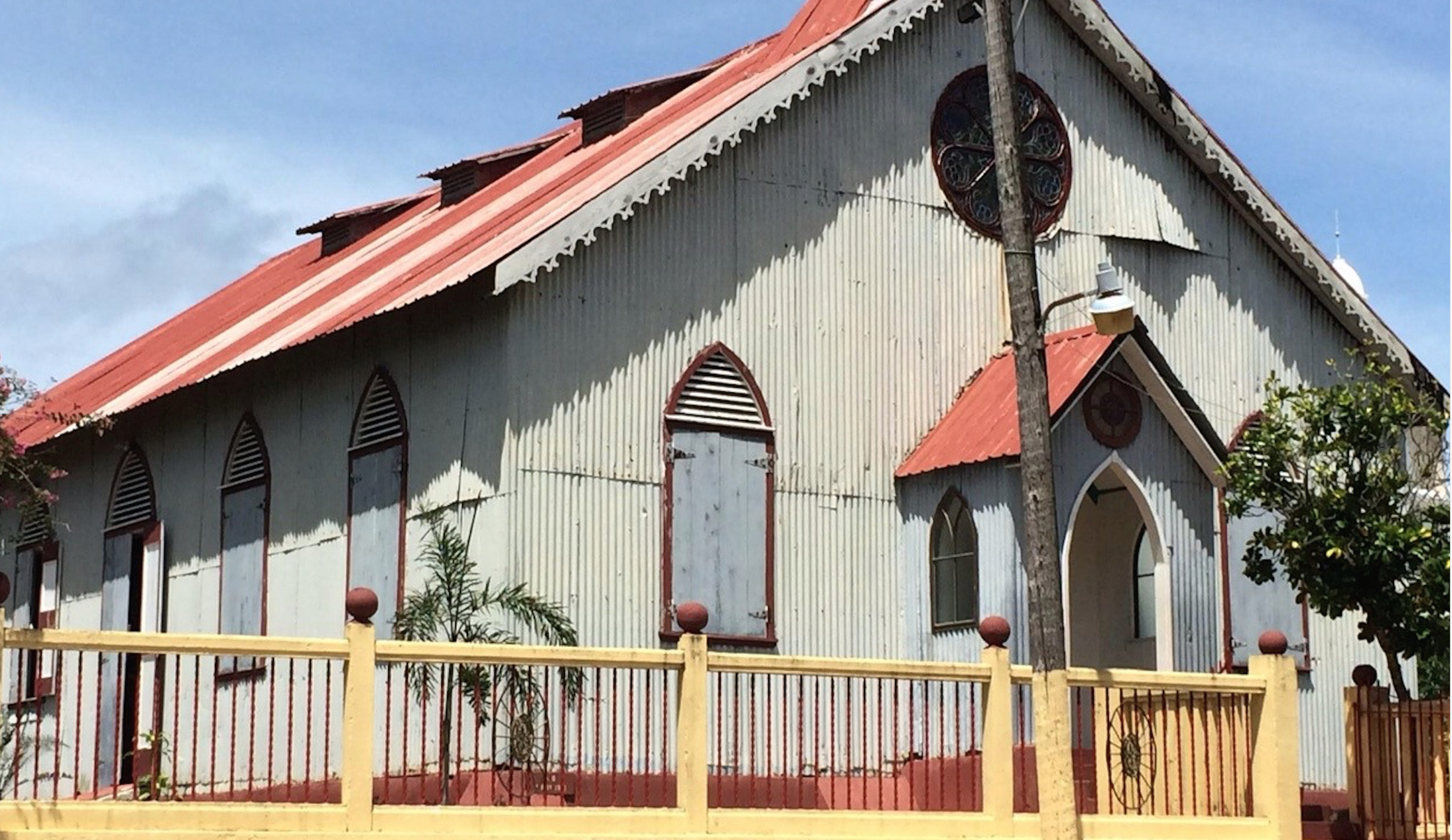
La Chorcha, Igreja Evangélica de St. Peter (antiga Wesleyan)